# Olympique Gymnaste Club de Nice Côte d'Azur 2009-2010
Questa voce raccoglie le informazioni riguardanti l'Olympique Gymnaste Club de Nice Côte d'Azur nelle competizioni ufficiali della stagione 2009-2010.

## Maglie e sponsor
Lo sponsor tecnico per la stagione 2009-2010 è Lotto, mentre lo sponsor ufficiale è Nasuba Express.
| Manica sinistra · Manica sinistra · Maglietta · Maglietta · Manica destra · Manica destra · Pantaloncini · Calzettoni |

## Organigramma societario
Area direttiva
- Presidente: Maurice Cohen, dal 30 settembre Gilbert Stellardo

Area tecnica
- Direttore sportivo: Éric Roy
- Allenatore: Didier Ollé-Nicolle, da marzo Éric Roy
- Allenatore in seconda: Alain Olio

## Rosa
| N. |                           | Ruolo | Calciatore                   |
| -- | ------------------------- | ----- | ---------------------------- |
| 1  | Colombia (bandiera)       | P     | David Ospina                 |
| 3  | Francia (bandiera)        | D     | Alain Cantareil              |
| 4  | Nigeria (bandiera)        | D     | Onyekachi Apam               |
| 5  | RD del Congo (bandiera)   | D     | Larrys Mabiala               |
| 6  | Francia (bandiera)        | C     | Olivier Echouafni (Capitano) |
| 7  | Francia (bandiera)        | A     | Loïc Rémy                    |
| 8  | Francia (bandiera)        | C     | David Hellebuyck             |
| 9  | Benin (bandiera)          | A     | Mickaël Poté                 |
| 10 | Mali (bandiera)           | C     | Mahamane Traoré              |
| 11 | Gabon (bandiera)          | A     | Éric Mouloungui              |
| 12 | Ghana (bandiera)          | A     | Abeiku Quansah               |
| 13 | Francia (bandiera)        | C     | Julien Sablé                 |
| 14 | Costa d'Avorio (bandiera) | C     | Emerse Faé                   |
| 15 | Costa d'Avorio (bandiera) | C     | Kafoumba Coulibaly           |

| N. |                    | Ruolo | Calciatore        |
| -- | ------------------ | ----- | ----------------- |
| 16 | Francia (bandiera) | P     | Lionel Letizi     |
| 17 | Tunisia (bandiera) | C     | Chaouki Ben Saada |
| 18 | Francia (bandiera) | D     | Ismaël Gace       |
| 19 | Ghana (bandiera)   | D     | Jonathan Quartey  |
| 20 | Mali (bandiera)    | A     | Mamadou Bagayoko  |
| 21 | Francia (bandiera) | A     | Habib Bamogo      |
| 23 | Mali (bandiera)    | C     | Drissa Diakité    |
| 24 | Francia (bandiera) | D     | Gérald Cid        |
| 26 | Francia (bandiera) | C     | Anthony Mounier   |
| 27 | Francia (bandiera) | C     | Julien Sablé      |
| 28 | Francia (bandiera) | D     | Grégory Paisley   |
| 29 | Ghana (bandiera)   | C     | Enoch Kofi Adu    |
| 30 | Francia (bandiera) | P     | Jérémy Moreau     |